# القرن (يريم)

تعديل مصدري - تعديل

القرن هي إحدى قرى عزلة رعين بمديرية يريم التابعة لمحافظة إب، بلغ تعداد سكانها 263 نسمة حسب تعداد اليمن لعام 2004.